# گاستون دره
گاستون دره (انگلیسی: Gastone Darè؛ ۱۸ فوریهٔ ۱۹۱۸ – ۷ ژوئن ۱۹۷۶) ورزشکار شمشیربازی اهل ایتالیا بود.
وی در مسابقات کشوری و بین‌المللی در مجموع برندهٔ ۲ مدال نقره شده‌است.